# Котов, Фёдор Фёдорович
Фёдор Фёдорович Котов (22 августа 1922, Стайки, Калужская губерния — 1995) — участник Великой Отечественной войны, командир пулемётного расчёта пулемётной роты 1030-го стрелкового полка, старший сержант — на момент представления к награждению орденом Славы 1-й степени.

## Биография
Родился 22 августа 1922 года в селе Стайки (ныне — Хвастовичского района Калужской области) в крестьянской семье. Образование неполное среднее. Работал в колхозе.
В начале Великой Отечественной войны в армию мобилизовать не успели. С октября 1941 года находился на оккупированной территории. В июле 1943 года вместе с другими юношами был мобилизован гитлеровцами на рытье окопов. Сбежал и перешёл линию фронта и был призван в армию.
С августа 1943 года участвовал в боях с захватчиками в составе 1030-го стрелкового полка 260-й стрелковой дивизии, стал пулемётчиком. В составе этой части прошёл до конца войны. Воевал на Брянском, Белорусском и 1-м Белорусском фронтах.
30 марта 1944 года в бою на северо-восточной окраине города Ковель при отражении контратаки противника, пытавшегося пробиться к командному пункту батальона, ефрейтор Котов из станкового пулемёта истребил свыше 20 противников, подавил огонь снайпера и пулемёта. 1 апреля отбил три контратаки, будучи раненным, поля боя не покинул. Приказом по частям 260-й стрелковой дивизии от 19 мая 1944 года ефрейтор Котов Фёдор Фёдорович награждён орденом Славы 3-й степени.
9 июля 1944 года при наступлении на село Старые Кошары сержант Котов пулеметным огнём поддерживал действия стрелковых подразделений в районе высоты. Вывел из строя свыше отделения пехоты, подавил пулемёт. Был контужен, но не ушёл с поля боя до его окончания. Приказом по войскам 47-й армии от 13 августа 1944 года сержант Котов Фёдор Фёдорович награждён орденом Славы 2-й степени.
11 февраля 1945 года при ликвидации окружённой группировки врага в городе Шнайдемюль старший сержант Котов огнём из пулемёта способствовал стрелковой роте ворваться на окраину города и закрепиться там. 12 февраля при отражении контратаки противника огнём из пулемёта уничтожил свыше 15 фашистов.
Указом Президиума Верховного Совета СССР от 31 мая 1945 года за исключительное мужество, отвагу и бесстрашие, проявленные на заключительном этапе Великой Отечественной войны в боях с вражескими захватчиками старший сержант Котов Фёдор Фёдорович награждён орденом Славы 1-й степени. Стал полным кавалером ордена Славы.
В 1945 году старший сержант Котов был демобилизован.
Вернулся в родное село, был председателем колхоза. В 1960-е годы был осужден. Срок отбывал в селе Верхний Булай Черемховского района Иркутской области. После освобождения домой не вернулся. Жил в посёлке Октябрьский Чунского района Иркутской области. Трагически погиб в 1995 году.
Награждён орденами Отечественной войны 1 степени, Красной Звезды, Славы 3-х степеней, медалями.
Его имя увековечено на родине, на Алее Героев в районном центре — селе Хвастовичи.